# 엘자스-로트링겐 평의회 공화국

국기

엘자스-로트링겐 평의회 공화국(독일어: Räterepublik Elsaß-Lothringen)은 1차대전 말기 독일 혁명 와중에 엘자스-로트링겐에서 수립된 단명한 평의회 공화국이다.
엘자스-로트링겐 출신 병사들은 1918년 초부터 이미 불온한 낌새를 보이기 시작하여, 1918년 5월 12일 베베를로 기지에서 알자스인 병사들의 항명반란이 일어나기도 했다.
1918년 10월, 독일 황립해군의 수병들이 영국 왕립해군과 싸우기 위해 출항하라는 명령에 항명하면서 킬 군항의 반란이 터졌고, 군항을 접수한 수병들이 노동조합원들과 합류한 뒤 독일 전역으로 혁명이 확산됨으로써 불과 며칠 사이 군주정이 전복되었다. 당시 엘자스인 및 로트링겐인 병사 15,000 명이 해군에서 복무하고 있었고, 그들 중 상당수가 군항반란에 참여한 뒤 고향에서도 혁명을 일으키고자 했다.
11월 8일, 바이에른에서 평의회 공화국이 선포되었다는 소식이 엘자스의 수도 슈트라스부르크에 전해졌고, 여기에 영감을 받은 수천 명의 시위자들이 슈트라스부르크의 중앙광장인 클레베르 광장을 행진했다. 북독일에서 열차를 타고 귀환하던 엘자스-로트링겐 출신 수병들은 켈 교량에서 왕당파 장교들에게 가로막혔고, 왕당파 측이 사격을 가하여 수병들 중 한 명이 사망했으나 결국 혁명군이 켈을 접수했다. 이후 슈트라스부르크에서 엘자스-로트링겐 전역으로 혁명이 확산되었고, 슈트라스부르크, 하게나우, 뮐하우젠, 슐레트스타트, 콜마르, 메츠 등 도시들에 평의회가 세워졌다.
수병들은 슈트라스부르크 병사평의회를 설치하고 도시 행정을 접수했다. 이후 양조장 노동조합이 참여하여 노동자-병사 평의회가 수립되었고, 대성당 첨탑을 비롯한 도시 전역에 적기가 휘날렸다. 사면령이 선포되고, 언론의 자유가 천명되었다. 공장 노동자들은 임금인상을 요구하며 파업했고, 평의회는 공장주들의 반대를 묵살하고 임금을 인상했다. 독일사회민주당 슈트라스부르크시당 지도자였던 자크 페로테는 프랑스군 장군들에게 군대를 보내 질서를 바로잡아 달라고 요청했다.
11일 뒤, 프랑스군이 엘자스-로트링겐을 점령하고 합병했다. 앙리 조제프 외젠 구로 장군의 제4군 병사들이 11월 22일 슈트라스부르크 교외에 도달했고, 파업을 무력으로 분쇄한 뒤 좌익 선동자들을 체포했다. 프랑스 제3공화국은 엘자스-로트링겐 인민들이 스스로 쟁취한 자치를 박탈하고 프랑스적 중앙집권으로 동화시켰다.

## 같이 보기
- 바이에른 평의회 공화국
- 소비에트